# Phyllis Omido

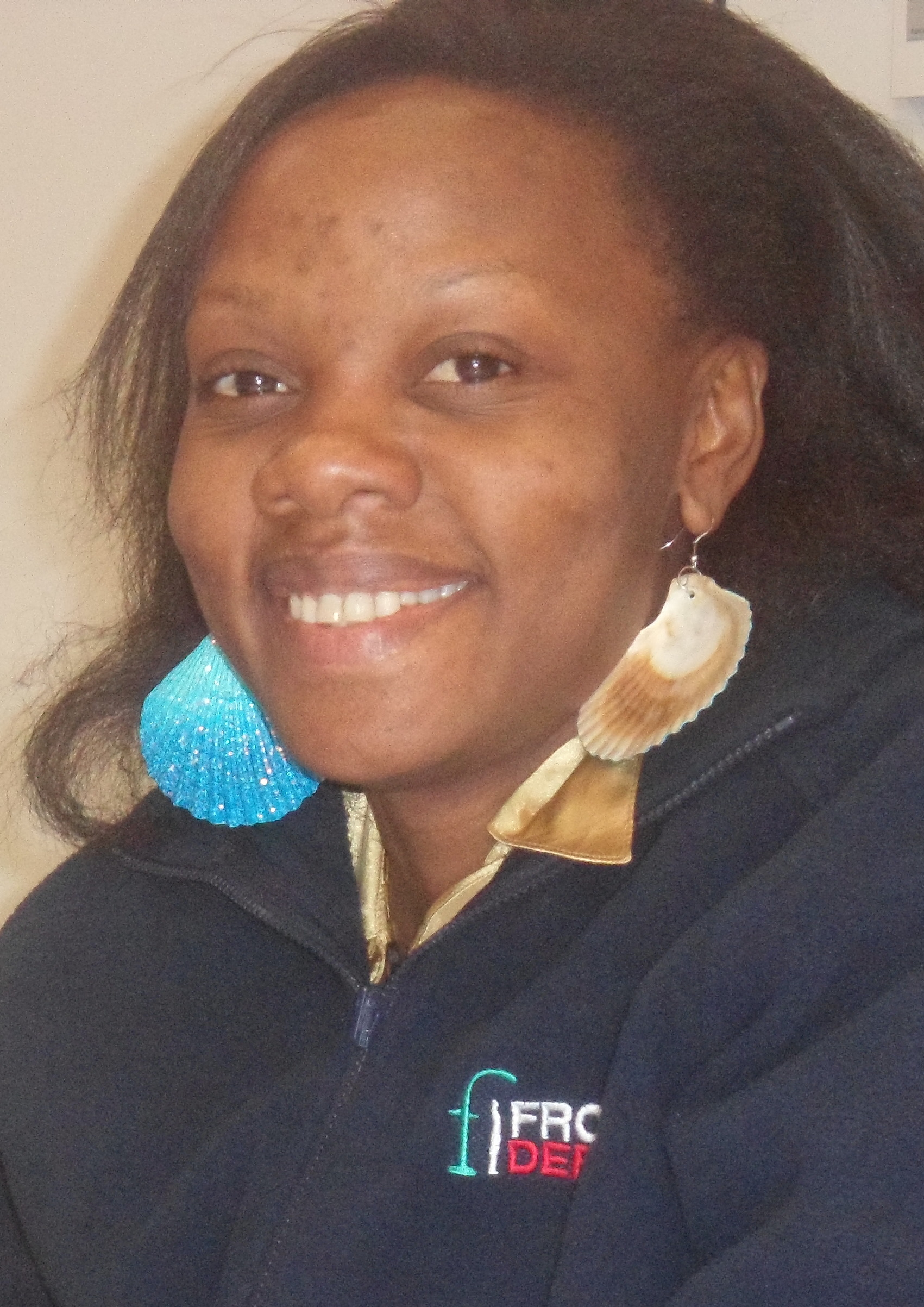
Phyllis Omido (2014)

Phyllis Omido (* 1978) ist eine kenianische Umweltaktivistin und Schriftstellerin.

## Leben
Omido studierte Betriebswirtschaftslehre. Zunächst arbeitete sie in der Verwaltung einer Recyclinganlage in Owino Uhuru, einem Slum in Mombasa. Um 2009 wurde ihr Sohn geboren, bei dem bald eine Bleivergiftung festgestellt wurde.

## Umweltengagement
Omido begann ihr Umweltengagement, als sie feststellte, dass sich ihre Arbeit gesundheitsschädlich auf ihre Muttermilch und somit auf ihr Kind auswirkte. Sie verband sich mit weiteren Frauen, die das gleiche Schicksal hatten. Zusammen erkämpften die Frauen die Stilllegung einer Metallhütte in Mombasa, deren Abgase zur Verschmutzung der Umgebung führten.
Für ihr Engagement wurde sie im Jahr 2015 mit dem Goldman Environmental Prize ausgezeichnet. 2020 erhielt sie den Blue Planet Award der Stiftung Ethecon. Ebenfalls 2020 erkämpfte die Umweltaktivistin 10 Millionen Euro Entschädigung für die Bewohner eines Slums in Owino Uhuru. 2023 wurde sie mit einem Right Livelihood Award („Alternativer Nobelpreis“) geehrt.

## Werk
- Phyllis Omido, Andrea C. Hoffmann: Mit der Wut einer Mutter. Die Geschichte der afrikanischen Erin Brockovich. Europa Verlag, München 2019, ISBN 978-3-95890-280-0